# Sebastian Thrun

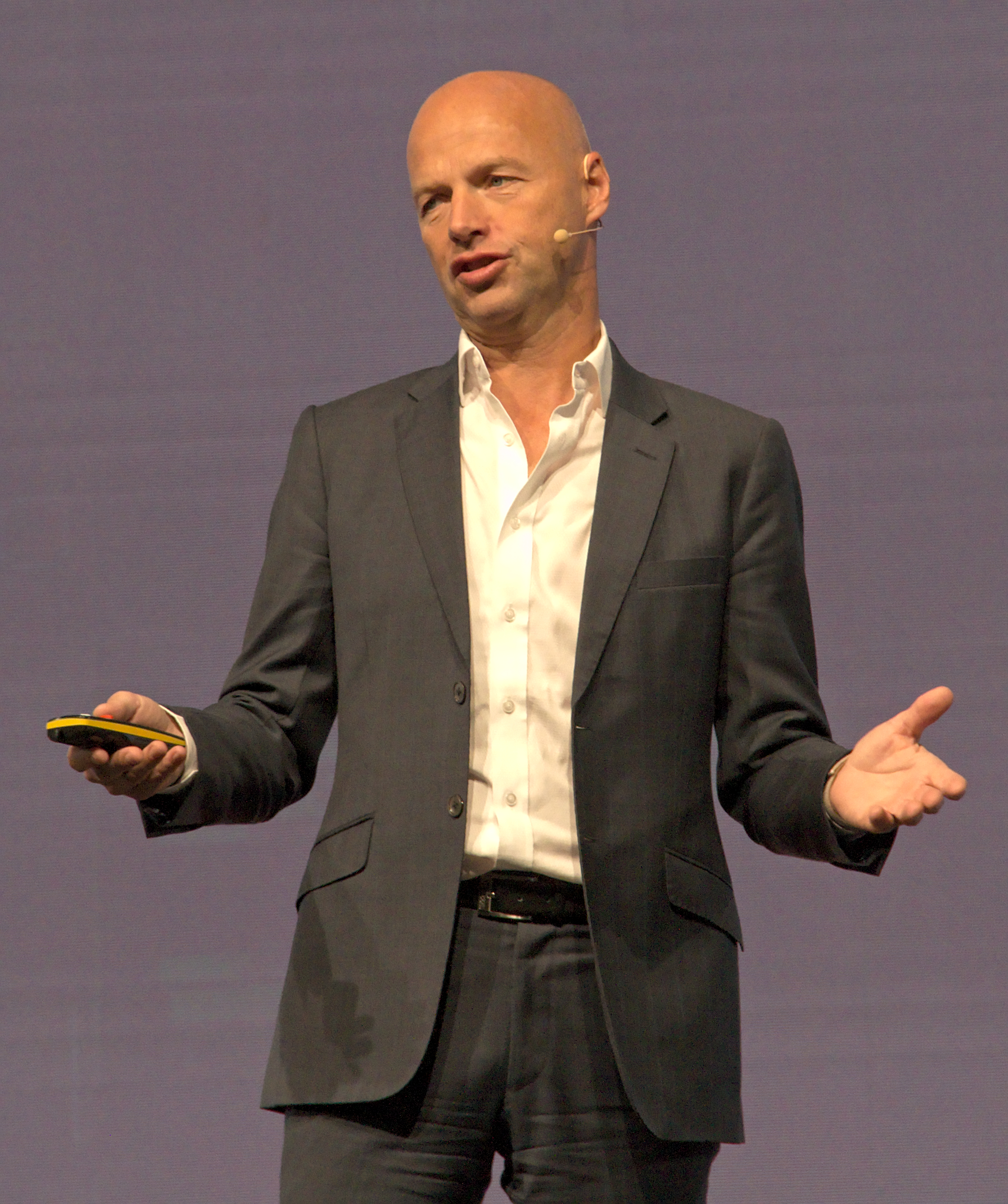
Thrun auf der IAA 2019

Sebastian Thrun (* 14. Mai 1967 in Solingen) ist ein deutscher Unternehmer, Informatiker und Robotik-Spezialist. Er ist Professor für Künstliche Intelligenz an der Stanford University und war Vizepräsident bei Google.

## Leben
Thrun besuchte das Gymnasium Josephinum in Hildesheim und studierte Informatik, Medizin und Ökonomie bis zu seinem Vordiplom im Jahre 1988 an der Universität Hildesheim. Sein Diplom (1993) sowie die Promotion zum Doctor rerum naturalium mit der Auszeichnung summa cum laude im Jahre 1995 erlangte er an der Universität Bonn in den Disziplinen Informatik und Statistik.
1998 wurde er zum Assistenzprofessor (ab 2001 Extraordinarius) für Informatik an der Carnegie Mellon University berufen, 2003 wechselte er als Associate Professor zur Stanford University und wurde Leiter des Artificial Intelligence Lab in Stanford für das Racing Team der Universität, kurz danach begann Thruns Engagement für Google. Ab 2007 trat er eine reguläre Professur in Stanford an.
Thrun interessierte sich, wie Google-Gründer Larry Page, für selbstfahrende Autos. 2005 nahm Thrun mit seinem Modell an der „Grand Challenge 2005“ teil, einem wichtigen Wettbewerb unter der Schirmherrschaft der US-Militärforschungsbehörde Defense Advanced Research Projects Agency (DARPA). Er entwickelte mit dem Stanford Racing Team den autonom fahrenden VW Touareg „Stanley“, der 2005 die mit zwei Millionen US-Dollar dotierte DARPA Grand Challenge gewann. Für diesen Erfolg erhielt Thrun den mit 30.000 Euro dotierten Braunschweiger Forschungspreis 2007. Im Jahr 2007 nahm das Stanford Racing Team unter seiner Leitung mit dem ebenfalls autonom fahrenden VW Passat „Junior“ an der DARPA Urban Challenge teil, die das Fahrzeug erfolgreich als Zweitplatzierter beendete.
Zum Sommersemester 2011 ließ Thrun sich von seinen Lehrverpflichtungen entbinden, um mehr Zeit für seine Forschung als „Google Fellow“ zu haben. Page beauftragte Thrun damit, die geheime Forschungsabteilung Google X aufzubauen, in der auch Google Glass entstand. Zugleich wurden unter Thruns Führung die „Street-View-Autos“ entworfen. Thrun ist damit für den Erfolg einer Schlüsseltechnologie Googles verantwortlich.
Thrun bot Ende 2011 seine „Einführung in die Künstliche Intelligenz“ als Massive Open Online Course an. 160.000 Studenten meldeten sich an, von denen 23.000 an einem Online-Abschlussexamen teilnahmen – mehr als an der Westküsten-Eliteuniversität Stanford insgesamt eingeschrieben sind. Thrun gab darauf seine Professur auf und gründete zusammen mit weiteren Professoren die Online-Akademie Udacity. Dort werden 25 Kurse in den Fächern Mathematik, Physik und Informatik angeboten.
Am 25. April 2012 stellte Thrun in der US-amerikanischen Talkshow Charlie Rose einen Prototyp der Google-Project-Glass-Brille vor.
Ende 2012 reihte ihn die US-Fachzeitschrift Foreign Policy unter die „100 einflussreichsten Denker der Welt“ ein – auf Platz vier. Im April 2014 holte ihn die Credit Suisse in den Verwaltungsrat. Im Jahr 2018 leitete er in der Firma Kitty Hawk die Entwicklung des futuristischen Flugmobils Cora.
2023 erschien im Verlag Diplomatic Council Publishing die erste und bislang einzige von Sebastian Thrun autorisierte Biografie über ihn in deutscher Sprache.

## Auszeichnungen und Mitgliedschaften
- Seit 2007 ist er Mitglied der Deutschen Akademie der Naturforscher Leopoldina.[12]
- 2007 erhielt er den Braunschweiger Forschungspreis.[5]
- Seit 2007 ist er Mitglied der National Academy of Engineering.[13]
- 2011 wurde er mit dem Max-Planck-Forschungspreis ausgezeichnet.[14]
- 2020 Ehrendoktorwürde der Universität Hildesheim[15]
- 2020 Aachener Ingenieurpreis der RWTH Aachen[16]
- 2022 Carl-Friedrich-Gauß-Medaille
- 2022 Auszeichnung als „Vordenker 2022“ durch das Vordenker-Forum[17]

## Publikationen
- Sebastian Thrun, Wolfram Burgard, Dieter Fox: Probabilistic Robotics (Intelligent Robotics and Autonomous Agents), MIT Press, Cambridge/London 2005,  ISBN 978-0-262-20162-9.
- Sebastian Thrun, Michael Montemerlo: FastSLAM : a scalable method for the simultaneous localization and mapping problem in robotics. Springer, 2007, ISBN 978-3-540-46399-3.